# Giải bóng đá Cúp Quốc gia 2017
Giải bóng đá Cúp Quốc gia 2017, tên gọi chính thức là Giải bóng đá Cúp Quốc gia Sứ Thiên Thanh 2017 (tiếng Anh: Thien Thanh National Cup 2017) vì lý do tài trợ, là mùa giải thứ 25 của Giải bóng đá Cúp Quốc gia do Công ty Cổ phần Bóng đá chuyên nghiệp Việt Nam (VPF) tổ chức. Giải đấu diễn ra từ ngày 4 tháng 2 đến ngày 30 tháng 11 năm 2017, với sự tham gia của 21 câu lạc bộ thuộc hai giải đấu V.League 1 và V.League 2. Đội vô địch mùa giải này sẽ đại diện cho Việt Nam tham dự Cúp AFC 2018 và thi đấu trận Siêu cúp bóng đá Việt Nam 2017.
Câu lạc bộ Sông Lam Nghệ An đã đoạt chức vô địch sau khi đánh bại Becamex Bình Dương trong hai lượt trận chung kết với tổng tỷ số 7–2.

## Thể thức thi đấu
- Vòng loại và vòng 1/8: Các đội thi đấu theo thể thức loại trực tiếp một lượt trận.
- Vòng tứ kết, bán kết và chung kết: Thi đấu theo thể thức loại trực tiếp hai lượt trận, có áp dụng luật bàn thắng sân khách.
- Hai câu lạc bộ thua ở bán kết cùng đoạt giải Ba.
- Nếu kết quả hòa sau 90 phút thi đấu chính thức (hoặc sau khi xét tỷ số bàn thắng sân khách vẫn hòa nhau từ vòng tứ kết trở đi), hai đội sẽ thi đấu luân lưu 11m để xác định đội thắng.

### Quy định trong trận đấu
- Mỗi đội bóng đăng ký 11 cầu thủ thi đấu chính thức và 9 cầu thủ dự bị.
- Nếu đội hạng Nhất gặp đội Ngoại hạng thì đội Ngoại hạng không được sử dụng ngoại binh. Còn nếu hai đội Ngoại hạng gặp nhau thì mỗi đội sử dụng tối đa 2 ngoại binh trên sân.
- Mỗi đội được quyền thay tối đa 3 cầu thủ trong trận đấu.

### Phân loại giải đấu
| Vòng đấu  | Số đội bóng vào thẳng                      | Số đội bóng từ vòng trước |
| --------- | ------------------------------------------ | ------------------------- |
| Vòng loại | 3 đội từ V.League 1 và 7 đội từ V.League 2 | —                         |
| Vòng 1/8  | 11 đội từ V.League 1                       | 5 đội thắng vòng loại     |
| Tứ kết    | —                                          | 8 đội thắng vòng 1/8      |
| Bán kết   | —                                          | 4 đội thắng vòng tứ kết   |
| Chung kết | —                                          | 2 đội thắng vòng bán kết  |

## Lịch thi đấu
Dưới đây là lịch thi đấu giải bóng đá Cúp Quốc gia 2017.
| Vòng đấu       | Lượt đi                         | Lượt về                         |
| -------------- | ------------------------------- | ------------------------------- |
| Vòng loại      | 4 tháng 2 và 5 tháng 2 năm 2017 | 4 tháng 2 và 5 tháng 2 năm 2017 |
| Vòng 1/8       | 3 tháng 6 và 4 tháng 6 năm 2017 | 3 tháng 6 và 4 tháng 6 năm 2017 |
| Vòng tứ kết    | 16 tháng 6 năm 2017             | 20 tháng 6 năm 2017             |
| Vòng bán kết   | 27 tháng 9 năm 2017             | 6 tháng 10 năm 2017             |
| Trận chung kết | 25 tháng 11 năm 2017            | 30 tháng 11 năm 2017            |

## Giải thưởng
| Vòng đấu     | Tiền thưởng       |
| ------------ | ----------------- |
| Vòng loại    | 10.000.000 VND    |
| Vòng 1/8     | 20.000.000 VND    |
| Vòng tứ kết  | 30.000.000 VND    |
| Đồng hạng ba | 200.000.000 VND   |
| Á quân       | 500.000.000 VND   |
| Vô địch      | 1.000.000.000 VND |

## Vòng loại
| Bình Phước              | 2–0      | Đồng Tháp |
| ----------------------- | -------- | --------- |
| Hồ Sỹ Giáp 12', 69' 20' | Chi tiết |           |

| Sông Lam Nghệ An                                                                                      | 3–1      | Đắk Lắk                                                                           |
| --- | -------- | --------------------------------------------------------------------------------- |
| Hồ Khắc Ngọc 62' · Hồ Phúc Tịnh 85' · Trần Phi Sơn 90+3' · Nguyễn Viết Nguyên 55' · Phạm Thế Nhật 77' | Chi tiết | Nguyễn Hồng Quân 53' · Nguyễn Văn Tiến 67' · Lê Trung Hiếu 80' · Huỳnh Văn Ly 88' |

| SHB Đà Nẵng                                                                       | 6–1      | Xi măng Fico Tây Ninh                           |
| --------------------------------------------------------------------------------- | -------- | ----------------------------------------------- |
| Hà Đức Chinh 3', 21', 61' · Nguyễn Hữu Phúc 49' · A Mít 85' · Hồ Ngọc Thắng 90+1' | Chi tiết | Lâm Hải Đăng 18' · Võ Nguyễn Phương Duy 29' 47' |

| Viettel                                                                                               | 1–1      | Huế              |
| --- | -------- | ---------------- |
| Bùi Duy Thường 83' · Trương Văn Thiết 25' · Nguyễn Văn Toàn 41' · Lê Đắc Hùng 86' · Đặng Văn Trâm 87' | Chi tiết | Vũ Quang Nam 73' |
| Loạt sút luân lưu                                                                                     |          |                  |
| Nguyễn Thanh Tùng                                                                                     | 5-4      | Trần Khoa Nhật   |

| Hải Phòng                                                                                              | 1–1      | Nam Định                                                                           |
| --- | -------- | ---------------------------------------------------------------------------------- |
| Lê Văn Thắng 81' 75' · Nguyễn Cảnh Dương 30'                                                           | Chi tiết | Hoàng Minh Tuấn 56' 38' · Trần Mạnh Cường 78'                                      |
| Loạt sút luân lưu                                                                                      |          |                                                                                    |
| Lê Văn Thắng · Nguyễn Hồng Phong · Nguyễn Đình Bảo · Nguyễn Cảnh Dương · Trịnh Văn Lợi · Doãn Ngọc Tân | 5–4      | · Hoàng Minh Tuấn · Trần Mạnh Cường · Phạm Hồng Sơn · Phạm Văn Quý · Lê Quốc Hường |

## Vòng 1/8
| SHB Đà Nẵng                                                         | 5–1      | FLC Thanh Hóa                            |
| ------------------------------------------------------------------- | -------- | ---------------------------------------- |
| Gastón Merlo 38', 55', 85' · Võ Huy Toàn 43' · Hoàng Minh Tâm 90+1' | Chi tiết | Omar 68' · Uche 37' · Mai Tiến Thành 42' |

| Sanna Khánh Hòa Biển Việt Nam | 0–0      | Thành phố Hồ Chí Minh                                                                           |
| ----------------------------- | -------- | ----------------------------------------------------------------------------------------------- |
|                               | Chi tiết | Đoàn Việt Cường 73' · Trần Thanh Bình 90+2'                                                     |
| Loạt sút luân lưu             |          |                                                                                                 |
|                               | 2–3      | Phạt đền hỏng · Phạt đền hỏng · Phạt đền thành công · Phạt đền thành công · Phạt đền thành công |

| Long An              | 0–2      | Xổ số kiến thiết Cần Thơ                                                           |
| -------------------- | -------- | ---------------------------------------------------------------------------------- |
| Nguyễn Đình Hiệp 76' | Chi tiết | Trần Thanh Long 3' · Trần Tấn Đạt 44' · Ngô Tùng Quốc 72' · Huỳnh Chánh Nghiêm 78' |

| Sài Gòn                                                                          | 1–1      | Hoàng Anh Gia Lai                                                                            |
| -------------------------------------------------------------------------------- | -------- | -------------------------------------------------------------------------------------------- |
| Patrick Cruz 49' · Nguyễn Quốc Long 59' · Nguyễn Ngọc Duy 79' · Đỗ Văn Thuận 86' | Chi tiết | Trần Minh Vương 66' · Nguyễn Tăng Tiến 39' · A Hoàng 56'                                     |
| Loạt sút luân lưu                                                                |          |                                                                                              |
| - Nguyễn Ngọc Duy - Patrick Cruz - Đỗ Văn Thuận - Lê Hoàng Thiên - Cao Văn Triền | 4–3      | - Nguyễn Công Phượng - Mobi Fehr - Châu Ngọc Quang - Trần Minh Vương - Nguyễn Phong Hồng Duy |

| Quảng Nam            | 2–1      | Hải Phòng         |
| -------------------- | -------- | ----------------- |
| Claudecir 78', 90+5' | Chi tiết | Vũ Ngọc Thịnh 86' |

| Than Quảng Ninh                                          | 2–0      | Bình Phước |
| -------------------------------------------------------- | -------- | ---------- |
| Dương Văn Khoa 19' · Vũ Minh Tuấn 83' · Bùi Văn Hiếu 39' | Chi tiết |            |

| Becamex Bình Dương                    | 3–2      | Viettel                                                         |
| ------------------------------------- | -------- | --------------------------------------------------------------- |
| Tô Văn Vũ 4' · Trần Hoài Nam 11', 24' | Chi tiết | Bùi Duy Thường 48' · Nguyễn Hoàng Đức 90+3' · Đàm Tiến Dũng 58' |

| Hà Nội                                                                                | 1–1      | Sông Lam Nghệ An                                       |
| ------------------------------------------------------------------------------------- | -------- | ------------------------------------------------------ |
| Hoàng Vũ Samson 90+3' · Nguyễn Văn Mạnh 90+7' · Phạm Thành Lương 45+1' 86'            | Chi tiết | Quế Ngọc Hải 90+8' (ph.đ.) ·                           |
| Loạt sút luân lưu                                                                     |          |                                                        |
| - Nguyễn Văn Quyết - Đỗ Hùng Dũng - Alvaro - Trương Văn Thái Quý - Nguyễn Thành Chung | 3–4      | - Hồ Khắc Ngọc - Olaha - Cao Xuân Thắng - Trần Phi Sơn |

## Vòng tứ kết

### Lượt đi
| Sông Lam Nghệ An                                                              | 3–1      | Thành phố Hồ Chí Minh |
| ----------------------------------------------------------------------------- | -------- | --------------------- |
| Hồ Phúc Tịnh 6' · Quế Ngọc Hải 48' 38' · Phan Văn Đức 71' · Phạm Thế Nhật 75' | Chi tiết | Nguyễn Trọng Phi 30'  |

| Xổ số kiến thiết Cần Thơ                   | 1–3      | Quảng Nam                                                                                             |
| ------------------------------------------ | -------- | --- |
| Nguyễn Hải Anh 90+1' · Nguyễn Văn Quân 32' | Chi tiết | Claudecir 10', 66' · Hà Minh Tuấn 75' · Nguyễn Trung Đại Dương 40' · Phan Thanh Hưng 83' · Thiago 90' |

| Sài Gòn                                                    | 2–3      | Becamex Bình Dương                             |
| ---------------------------------------------------------- | -------- | ---------------------------------------------- |
| Nguyễn Ngọc Duy 29' · Patrick Cruz 36' · Bùi Trần Vũ 90+3' | Chi tiết | Pereira 42', 89' · Lê Tấn Tài 78' · Dugary 28' |

| Than Quảng Ninh     | 0–3      | SHB Đà Nẵng                                              |
| ------------------- | -------- | -------------------------------------------------------- |
| Trần Trung Hiếu 55' | Chi tiết | Bùi Văn Long 14' · Phan Văn Long 22' · Đỗ Merlo (27) 28' |

### Lượt về
| SHB Đà Nẵng                                    | 1–1      | Than Quảng Ninh                                                     |
| ---------------------------------------------- | -------- | ------------------------------------------------------------------- |
| Đỗ Merlo 12' · Lê Văn Hưng 90+1' · A Mít 90+3' | Chi tiết | Patiyo Tambwe 10' (ph.đ.) · Nguyễn Minh Tùng 11' · Bùi Văn Hiếu 21' |

SHB Đà Nẵng thắng với tổng tỷ số 4–1.
| Quảng Nam                                                                                | 3–0      | Xổ số kiến thiết Cần Thơ |
| ---------------------------------------------------------------------------------------- | -------- | ------------------------ |
| Đinh Thanh Trung 22' · Nguyễn Anh Tuấn 25' · Hà Minh Tuấn 45+1' · Nguyễn Đức Cường 90+2' | Chi tiết | Cao Cường 81'            |

Quảng Nam thắng với tổng tỷ số 6–1.
| Becamex Bình Dương                                                                            | 2–1      | Sài Gòn                                                                                |
| --------------------------------------------------------------------------------------------- | -------- | -------------------------------------------------------------------------------------- |
| Trần Hoài Nam 37' · Tô Văn Vũ 48' · Michal Nguyễn 42' · Lê Tấn Tài 74' · Nguyễn Trọng Huy 83' | Chi tiết | Hoàng Ngọc Hào 52' · Nguyễn Ngọc Duy 19' · Trần Đình Trọng 70' · Nguyễn Xuân Dương 88' |

Becamex Bình Dương thắng với tổng tỷ số 5–3.
| Thành phố Hồ Chí Minh | 0–4      | Sông Lam Nghệ An                                                                                   |
| --------------------- | -------- | -------------------------------------------------------------------------------------------------- |
| Nguyễn Minh Trung 82' | Chi tiết | Hồ Phúc Tịnh 16' · Đậu Thanh Phong 23' · Quế Ngọc Hải 34' · Phan Văn Đức 78' · Hoàng Văn Khánh 82' |

Sông Lam Nghệ An thắng với tổng tỷ số 7–1.

## Vòng bán kết

### Lượt đi
| Sông Lam Nghệ An                                                   | 4–1      | Quảng Nam                                                                               |
| ------------------------------------------------------------------ | -------- | --------------------------------------------------------------------------------------- |
| Quế Ngọc Hải 30' · Danko 49', 83' · Olaha 55' · Lê Thế Cường 90+8' | Chi tiết | Đinh Thanh Trung 73' · Nguyễn Ngọc Nguyên 13' · Phan Thanh Hưng 64' · Đào Văn Phong 74' |

| SHB Đà Nẵng                                          | 1–3      | Becamex Bình Dương                                                                                      |
| ---------------------------------------------------- | -------- | --- |
| Đỗ Merlo 2' · Ngô Quang Huy 34' · Đỗ Thanh Thịnh 84' | Chi tiết | Nguyễn Anh Đức 4' · Nguyễn Tiến Linh 36' · Pereria (26) 57' · Trương Huỳnh Phú 19' · Trần Đức Cường 24' |

### Lượt về
| Quảng Nam                                                                         | 3–3      | Sông Lam Nghệ An                                                   |
| --------------------------------------------------------------------------------- | -------- | ------------------------------------------------------------------ |
| Nguyễn Trung Đại Dương 47' (ph.đ.) · Phan Thanh Hưng 80' · Nguyễn Văn Hậu 90' 58' | Chi tiết | Olaha 22' · Danko 50' · Hồ Văn Thuận 88' (l.n.) · Hồ Khắc Ngọc 37' |

Sông Lam Nghệ An thắng với tổng tỷ số 7–4.
| Becamex Bình Dương                                                                 | 2–1      | SHB Đà Nẵng                                             |
| ---------------------------------------------------------------------------------- | -------- | ------------------------------------------------------- |
| Tô Văn Vũ 28' · Nguyễn Anh Đức 33' (ph.đ.) · Nguyễn Tiến Linh 66' · Lê Tấn Tài 63' | Chi tiết | Đỗ Merlo 22' · Mạc Đức Việt Anh 47' · Phan Văn Long 82' |

Becamex Bình Dương thắng với tổng tỷ số 5–2.

## Trận chung kết

### Lượt đi
| Becamex Bình Dương                                                                | 1–2      | Sông Lam Nghệ An                                                     |
| --------------------------------------------------------------------------------- | -------- | -------------------------------------------------------------------- |
| Nguyễn Trung Tín 86' · Bùi Tấn Trường 16' · Nguyễn Xuân Thành 34' · Tô Văn Vũ 53' | Chi tiết | Phạm Xuân Mạnh 19' 90' · Hồ Phúc Tịnh 70' 90+3' · Võ Ngọc Toàn 45+1' |

### Lượt về
| Sông Lam Nghệ An                                                             | 5–1      | Becamex Bình Dương                                     |
| ---------------------------------------------------------------------------- | -------- | ------------------------------------------------------ |
| Danko 18' · Phan Văn Đức 25', 36' · Olaha 74' 85' · Hồ Phúc Tịnh 90+1' 90+1' | Chi tiết | Nguyễn Anh Đức 27' · Michal Nguyễn 62' · Tô Văn Vũ 73' |

Sông Lam Nghệ An thắng với tổng tỷ số 7–2.

## Phát sóng
Kênh YouTube VPF trực tiếp tất cả các trận đấu được chọn lọc tại Cúp Quốc gia 2017.
| Vòng      | Ngày        | Trận                                     | Giờ   | Kênh phát sóng     |
| --------- | ----------- | ---------------------------------------- | ----- | ------------------ |
| Vòng loại | 4 tháng 2   | Bình Phước - Đồng Tháp                   | 15:00 | BPTV               |
| Vòng loại | 4 tháng 2   | SHB Đà Nẵng - Xi măng Fico Tây Ninh      | 17:00 | FPT                |
| Vòng 1/8  | 3 tháng 6   | SHB Đà Nẵng - FLC Thanh Hóa              | 17:00 | VTV6               |
| Vòng 1/8  | 3 tháng 6   | Sài Gòn - Hoàng Anh Gia Lai              | 18:00 | HTV Thể Thao       |
| Vòng 1/8  | 4 tháng 6   | Becamex Bình Dương - Viettel             | 18:00 | BTV2               |
| Tứ kết    | 16 tháng 6  | Than Quảng Ninh - SHB Đà Nẵng            | 18:00 | VTV6               |
| Tứ kết    | 16 tháng 6  | Sài Gòn - Becamex Bình Dương             | 18:00 | HTV Thể Thao, BTV2 |
| Tứ kết    | 20 tháng 6  | SHB Đà Nẵng - Than Quảng Ninh            | 17:00 | VTV6               |
| Tứ kết    | 20 tháng 6  | Becamex Bình Dương - Sài Gòn             | 18:00 | BTV2               |
| Tứ kết    | 20 tháng 6  | Thành phố Hồ Chí Minh - Sông Lam Nghệ An | 17:30 | HTV Thể Thao       |
| Bán kết   | 27 tháng 9  | SHB Đà Nẵng - Becamex Bình Dương         | 17:00 | VTV6               |
| Bán kết   | 27 tháng 9  | Sông Lam Nghệ An - Quảng Nam             | 17:00 | YouTube VPF        |
| Bán kết   | 6 tháng 10  | Becamex Bình Dương - SHB Đà Nẵng         | 17:00 | BTV2               |
| Bán kết   | 6 tháng 10  | Quảng Nam - Sông Lam Nghệ An             | 17:00 | VTV6               |
| Chung kết | 9 tháng 11  | Becamex Bình Dương - Sông Lam Nghệ An    | 17:00 | VTV6, BTV2         |
| Chung kết | 30 tháng 11 | Sông Lam Nghệ An - Becamex Bình Dương    | 17:00 | VTV6, BTV2, VOV2   |